# 佩德拉菲塔多塞夫雷罗
佩德拉菲塔多塞夫雷罗，是西班牙加利西亚自治区卢戈省的一个市镇。 总面积105平方公里，总人口1552人（2001年），人口密度15人/平方公里。